# Adolf Arigler
Adolf Arigler (partizansko ime Bodin), slovenski družbenopolitični in športni delavec, * 1. oktober 1921, Ročinj, † 1999.
V Ljubljani je končal gimnazijo. V narodnoosvobodilni boj se je vključil 1941 in delal predvsem na področju partiznskih tiskarn. Po osvoboditvi je delal v sodstvu, državni upravi in Komunistični partiji Slovenije, katere član je bil od 1941. Je nosilec partizanske spomenice 1941. Ob aktivnem delu v družbenopolitičnih organizacijah je sodeloval tudi pri telesni kulturi in bil v letih 1967−1970 podpredsednik Zveze za telesno kulturo Slovenije.